# Sultanato de Bengala
El sultanato de Bengala (también conocido como Bangalah (en persa: بنگاله‎ Bangālah, en bengalí: বাঙ্গালা/বঙ্গালা) y Shahi Bangalah (en persa: شاهی بنگاله‎ Shāhī Bangālah, en bengalí: শাহী বাঙ্গলা) fue un reino islámico establecido en Bengala durante el siglo XIV, resultado de la conquista musulmana del subcontinente indio. Fue el primer reino bengalí unificado independiente bajo dominio musulmán. La región se hizo ampliamente conocida como Bangalah y Bengala bajo este reino. Los dos términos son precursores de los términos modernos Bangla y Bengala.
El reino se formó después de que los gobernadores de la región declararon la independencia del sultanato de Delhi. Shamsuddin Ilyas Shah unificó los estados del área en un solo gobierno encabezado por un sultán imperial. El reino fue gobernado por cinco dinastías. En el apogeo de su poder, gobernaba áreas en el sudeste de Asia y el sudoeste de Asia. Restableció las relaciones diplomáticas entre China y el subcontinente indio. Permitió la creación del asentamiento portugués en Chittagong, el primer enclave europeo en Bengala. El reino miró al oeste en busca de inspiración cultural, particularmente de las culturas persas. Sus gobernantes patrocinaron la construcción de colegios en La Meca y Medina, que albergan los lugares más sagrados del Islam. La literatura se fomentó en persa y bengalí, con fuertes influencias sufíes. La arquitectura bengalí evolucionó significativamente durante este período, con varias influencias externas. El reino tenía una minoría hindú influyente, que incluía aristócratas, oficiales militares y burócratas. Ayudó al rey budista de Arakan a recuperar el control de su país frente a los birmanos.
El reino comenzó a desintegrarse en el siglo XVI, después de las conquistas de Sher Shah Suri. El Imperio mogol comenzó a absorber a Bengala bajo su primer emperador, Babur. El segundo emperador mogol Humayun ocupó la capital bengalí de Gaurh. En 1576, las fuerzas armadas del emperador Akbar el Grande derrotaron al último sultán, Daud Khan Karrani. La región más tarde se convirtió en la Subá de Bengala (o Bengala mogol).

## Historia

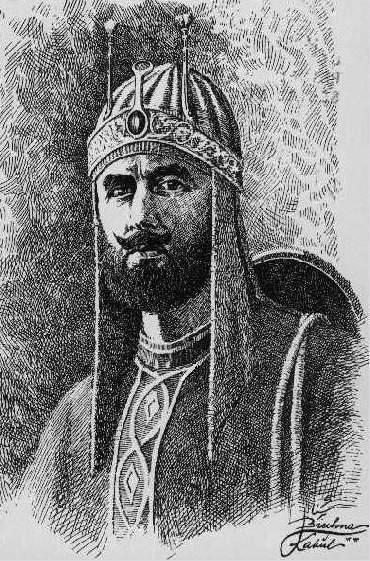
El conquistador Sher Shah Suri

El sultanato de Delhi perdió su dominio sobre Bengala en 1338 cuando los gobernadores establecieron estados separatistas, entre ellos Fakhruddin Mubarak Shah, en Sonargaon, Alauddin Ali Shah, en Lakhnauti, y Shamsuddin Ilyas Shah, en Satgaon. En 1352, Ilyas Shah derrotó a los gobernantes de Sonargaon y Lakhnauti y unificó la región de Bengala en un reino independiente. Fundó la dinastía de Ilyas Shahi, de origen turco, que gobernó Bengala hasta 1490. Durante ese tiempo, gran parte de la tierra agrícola estuvo controlada por los zamindares hindúes, lo cual causó tensiones con los taluqdars musulmanes. El gobierno de los Ilyas Shahi fue desafiado por Raja Ganesha, un poderoso terrateniente hindú, que logró brevemente colocar a su hijo, Jalaluddin Muhammad Shah, en el trono a principios del siglo XV, antes de que se restaurara la dinastía en 1432. La última década de 1480 vio a cuatro sultanes usurpadores del cuerpo de los mercenarios. Las tensiones entre las diferentes comunidades musulmanas a menudo afectaron el reino.
Después de un período de inestabilidad, Alauddin Hussain Shah consiguió el control de Bengala en 1494 cuando era primer ministro. Como sultán, Hussain Shah gobernó hasta 1519. La dinastía que él fundó reinó hasta 1538. Los musulmanes e hindúes sirvieron conjuntamente en la administración real durante la dinastía Hussain Shahi. Esta es a menudo considerada como la edad de oro del sultanato de Bengala, en el cual el territorio bengalí incluía áreas de Arakan, Orissa, Tripura y Assam. El sultanato dio permiso para establecer el asentamiento portugués en Chittagong. Sher Shah Suri conquistó Bengala en el siglo XVI, durante el cual renovó el Grand Trunk Road. Después de conquistar Bengala, Sher Shah Suri procedió hacia Agra.
La absorción de Bengala en el Imperio mogol fue un proceso gradual que comenzó con la derrota de las fuerzas bengalíes bajo el mando del sultán Nasiruddin Nasrat Shah frente a Babur en la batalla de Ghaghra (1529) y el final con la batalla de Raj Mahal (1576), contra la  dinastía Karrani, de origen pastún, cuando el último sultán de Bengala, fue derrotado.

## Arquitectura

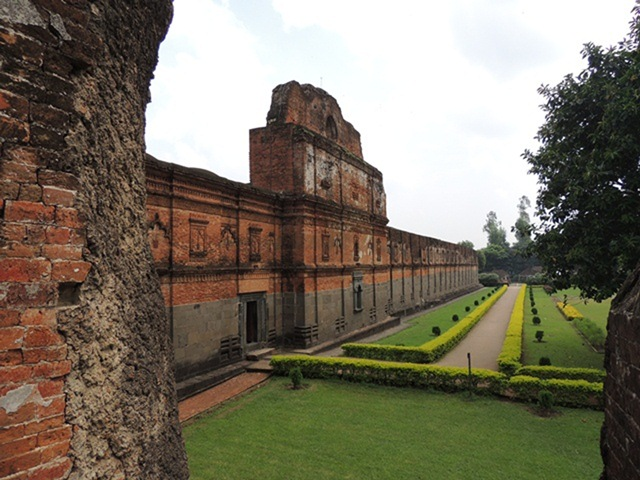
La mezquita de Adina fue construida por Sikandar Shah

El gran número de mezquitas construidas durante el sultanato de Bengala indica la rapidez con que la población local se convirtió al islam. El período entre 1450 y 1550 fue un momento  intenso de construcción de mezquitas. Esas mezquitas salpicaban el campo e iban desde pequeños tamaños a medianos y se usaban para el culto diario. La mayoría de las mezquitas tenían una planta rectangular o cuadrada. El edificio rectangular, sin un patio cerrado, se convirtió en el tipo habitual para las mezquitas grandes y medianas. Las mezquitas bengalíes se cubrían con varias cúpulas. Otras características de las mezquitas bengalíes fueron las torres en las esquinas, los techos curvos, los múltiples mihrabs, los arcos apuntados y, en algunos casos, una cúpula con la forma del techo de una choza. En estas mezquitas bengalíes destaca la notable ausencia de minaretes. Se encontraban a menudo estanques al lado de una mezquita. Las inscripciones árabes en las mezquitas a menudo incluyen el nombre del patrón o constructor. El verso más comúnmente citado del Corán en las inscripciones era el Sura 72, Al-Jinn. Se puede saber cómo eran las casas en el sultanato de Bengala con el Iskandar Nama (Cuento de Alejandro) publicado por el sultán Nasiruddin Nasrat Shah.
Los edificios estaban hechos de ladrillo. La mezquita de ladrillo con decoración de terracota representaba una gran edificación en el sultanato de Bengala. A menudo eran el regalo de un patrón rico y el fruto de un esfuerzo extraordinario, que no se encuentra en todos los vecinos musulmanes.
Un edificio excepcional fue la mezquita de Adina, la mezquita imperial de Bengala y la mezquita más grande jamás construida en el subcontinente indio. La monumental edificación fue diseñada en el hipostilo de principios del Islam con una planta similar a la mezquita de los Omeyas de Damasco. El estilo está asociado con la introducción del Islam en nuevas áreas.

Arquitectura del sultanato de Bengala
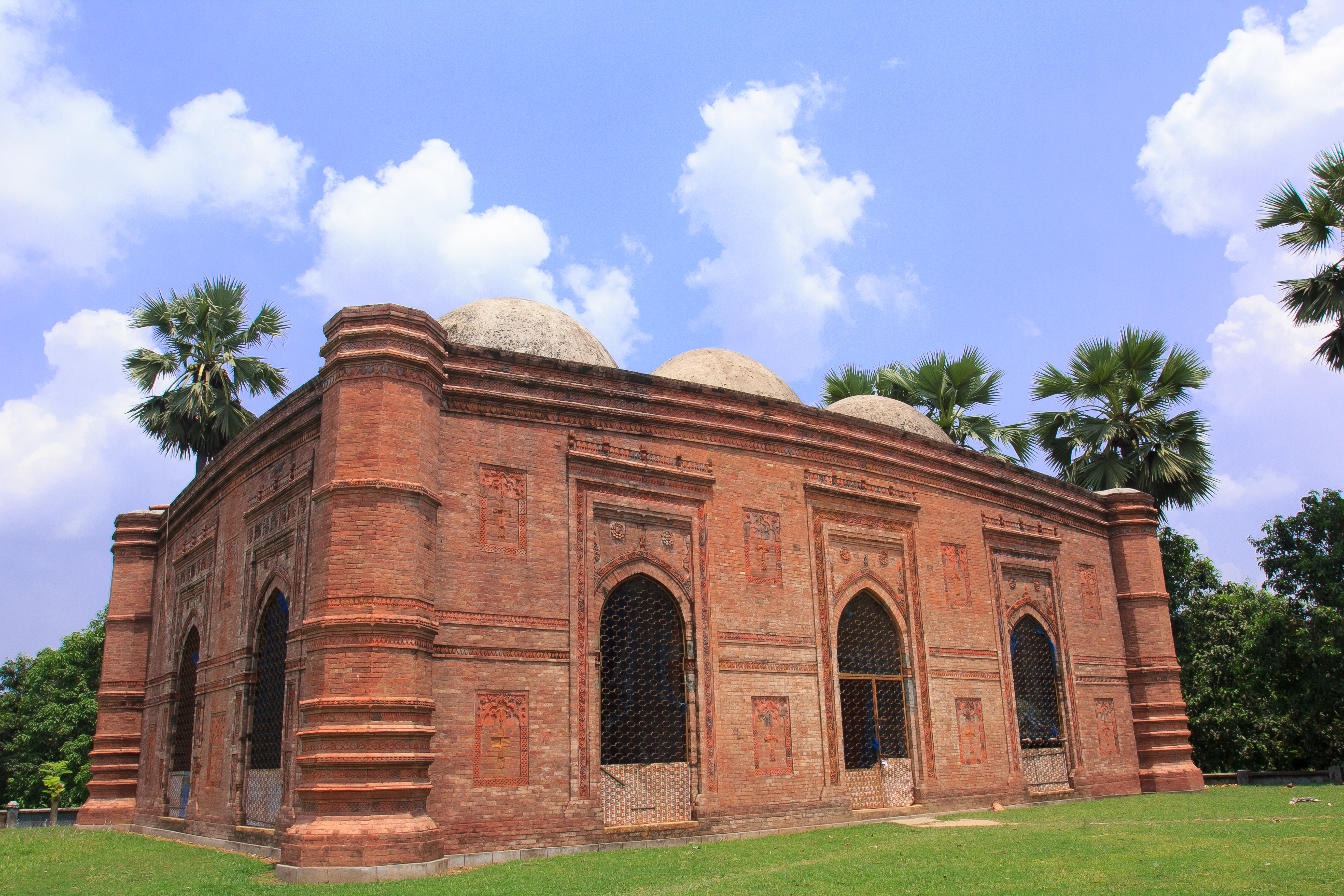
Mezquita Dhani Chowk
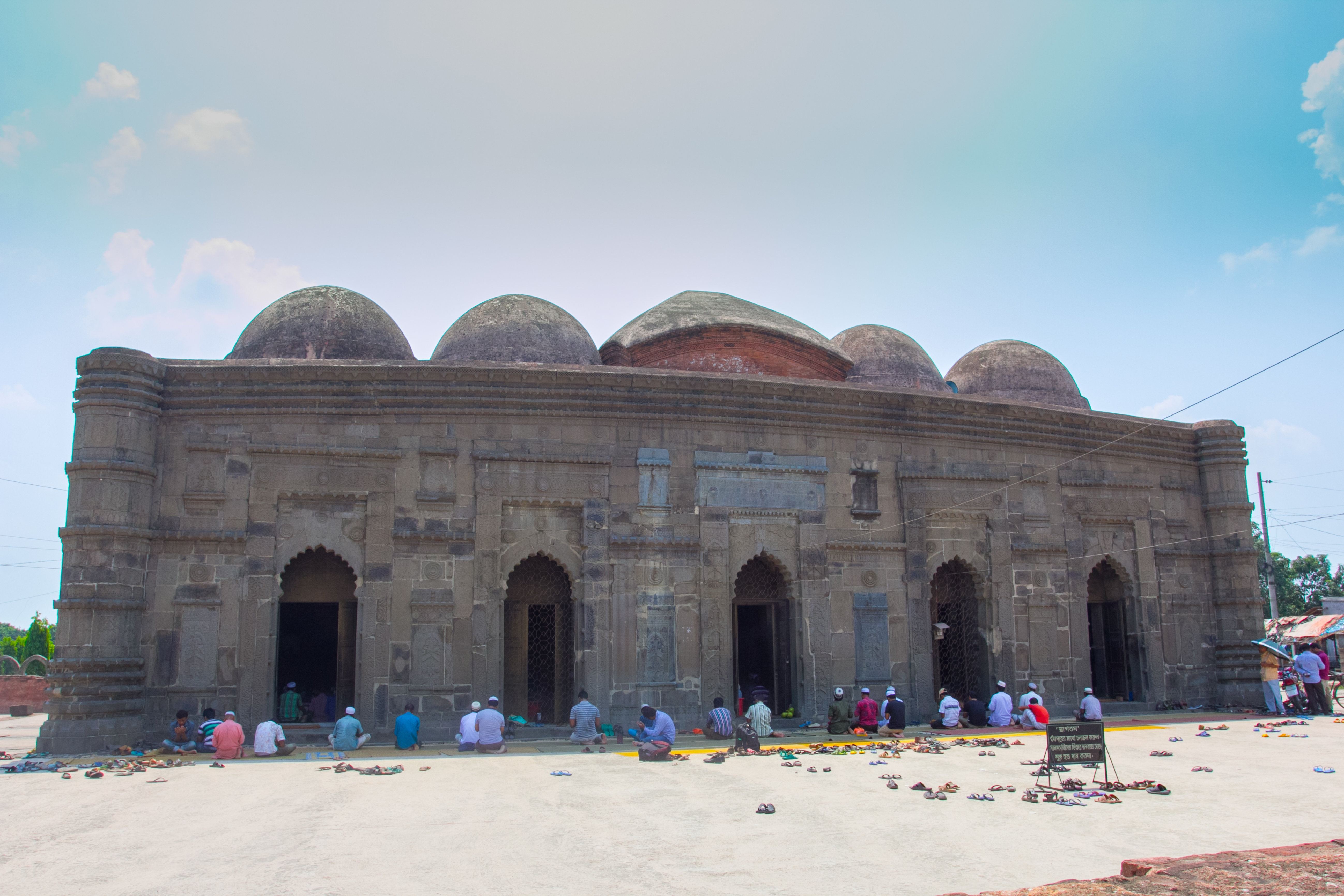
Mezquita Sona
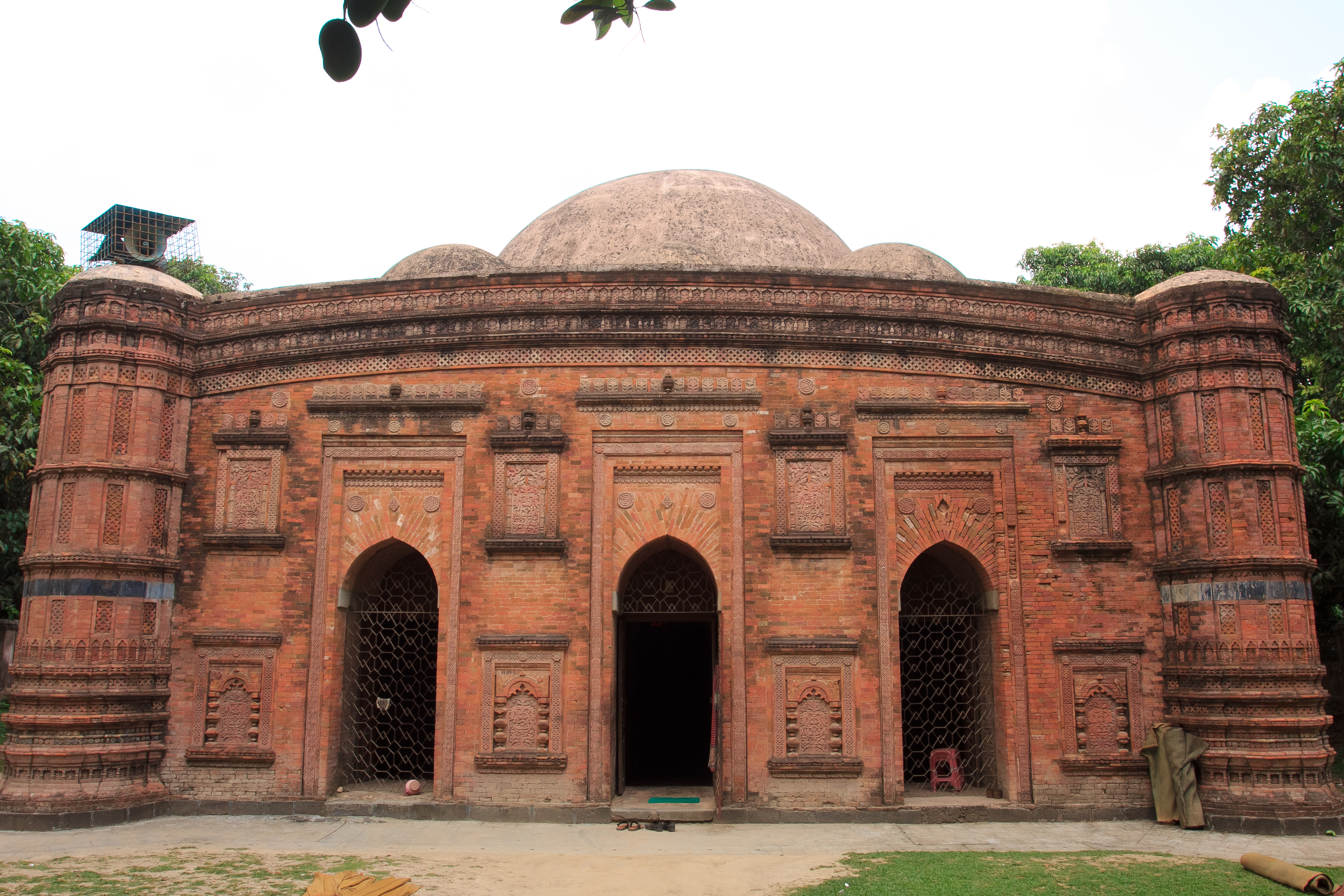
Mezquita Khania Dighi
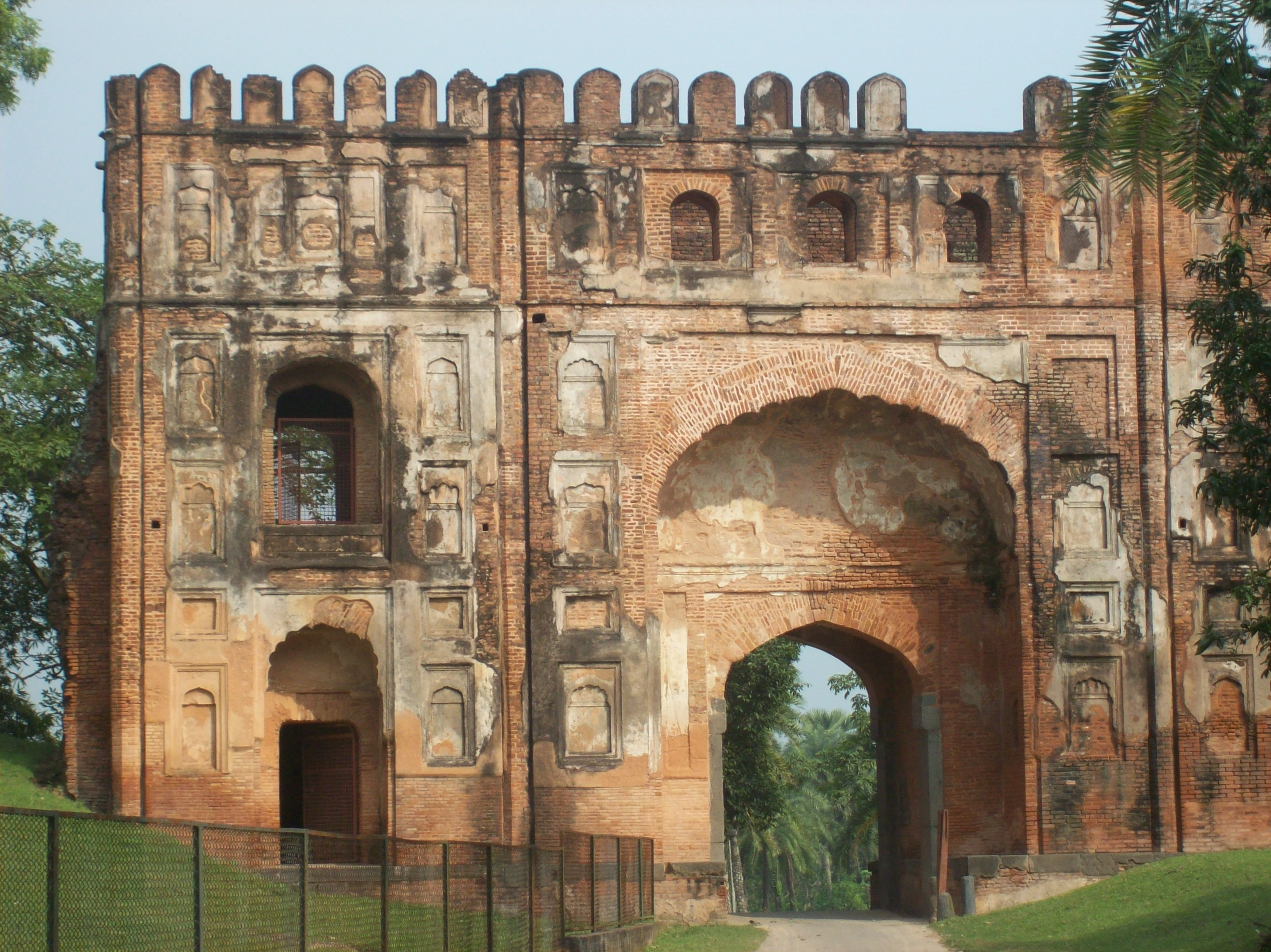
Puerta de Lakhnauti
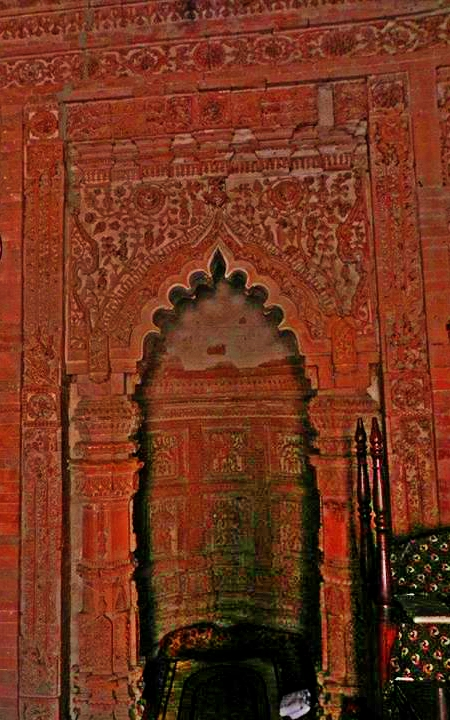
Mihrab de la mezquita Bagha
Mezquita Pathrail

## Lista de sultanes
| Reinado   | Nombre                       | Notas | Dinastía                                       |
| --------- | ---------------------------- | --- | ---------------------------------------------- |
| 1342-1358 | Shamsuddin Ilyas Shah        | Se convirtió en el primer gobernante único de toda Bengala, incluidas Sonargaon, Satgaon y Lakhnauti                | Ilyas Shahi (1342-1414)                        |
| 1358-1390 | Sikandar Shah                | Asesinado por su hijo y sucesor, Ghiyasuddin Azam Shah                                                              | Ilyas Shahi (1342-1414)                        |
| 1390-1411 | Ghiyasuddin Azam Shah        | | Ilyas Shahi (1342-1414)                        |
| 1411-1413 | Saifuddin Hamza Shah         | | Ilyas Shahi (1342-1414)                        |
| 1413      | Muhammad Shah bin Hamza Shah | Asesinado por el esclavo de su padre Shihabuddin Bayazid Shah por orden del terrateniente de Dinajpur, Raja Ganesha | Ilyas Shahi (1342-1414)                        |
| 1413-1414 | Shihabuddin Bayazid Shah     | | Ilyas Shahi (1342-1414)                        |
| 1414      | Alauddin Firuz Shah I        | Hijo de Shihabuddin Bayazid Shah. Asesinado por Raja Ganesha                                                        | Ilyas Shahi (1342-1414)                        |
| 1414-1415 | Raja Ganesha                 | Primer reinado | Casa de Raja Ganesha (1414-1453)               |
| 1415-1416 | Jalaluddin Muhammad Shah     | Hijo de Raja Ganesha y convertido al islam                                                                          | Casa de Raja Ganesha (1414-1453)               |
| 1416-1418 | Raja Ganesha                 | Segundo reinado | Casa de Raja Ganesha (1414-1453)               |
| 1418-1433 | Jalaluddin Muhammad Shah     | Segundo reinado | Casa de Raja Ganesha (1414-1453)               |
| 1433-1435 | Shamsuddin Ahmad Shah        | | Casa de Raja Ganesha (1414-1453)               |
| 1435-1459 | Nasiruddin Mahmud Shah I     | | Dinastía restaurada de Ilyas Shahi (1435-1487) |
| 1459-1474 | Rukunuddin Barbak Shah       | | Dinastía restaurada de Ilyas Shahi (1435-1487) |
| 1474-1481 | Shamsuddin Yusuf Shah        | | Dinastía restaurada de Ilyas Shahi (1435-1487) |
| 1481      | Sikandar Shah II             | | Dinastía restaurada de Ilyas Shahi (1435-1487) |
| 1481-1487 | Jalaluddin Fateh Shah        | | Dinastía restaurada de Ilyas Shahi (1435-1487) |
| 1487      | Shahzada Barbak              | | Gobierno Habshi (1487-1494)                    |
| 1487-1489 | Saifuddin Firuz Shah         | | Gobierno Habshi (1487-1494)                    |
| 1489-1490 | Mahmud Shah II               | | Gobierno Habshi (1487-1494)                    |
| 1490-1494 | Shamsuddin Muzaffar Shah     | | Gobierno Habshi (1487-1494)                    |
| 1494-1518 | Alauddin Hussain Shah        | | Dinastía Hussain Shahi (1494-1538              |
| 1518-1533 | Nasiruddin Nasrat Shah       | | Dinastía Hussain Shahi (1494-1538              |
| 1533      | Alauddin Firuz Shah II       | | Dinastía Hussain Shahi (1494-1538              |
| 1533-1538 | Ghiyasuddin Mahmud Shah      | | Dinastía Hussain Shahi (1494-1538              |
| 1539-1541 | Khidr Khan                   | Declaró la independencia en 1541 y fue sustituido                                                                   | Gobierno bajo los suri (1539-1554)             |
| 1541-1545 | Qazi Fazilat                 | | Gobierno bajo los suri (1539-1554)             |
| 1545-1554 | Muhammad Khan Sur            | Declaró la independencia tras la muerte de Islam Shah Suri                                                          | Gobierno bajo los suri (1539-1554)             |
| 1554-1555 | Muhammad Khan Sur            | Declaró la independencia y se autonombró Shamsuddin Muhammad Shah                                                   | Muhammad Shah (1554-1564)                      |
| 1555-1561 | Ghiyasuddin Bahadur Shah I   | | Muhammad Shah (1554-1564)                      |
| 1561-1563 | Ghiyasuddin Jalal Shah       | | Muhammad Shah (1554-1564)                      |
| 1563-1564 | Ghiyasuddin Bahadur Shah II  | | Muhammad Shah (1554-1564)                      |
| 1564-1566 | Taj Khan Karrani             | | Dinastía Karrani (1564-1576)                   |
| 1566-1572 | Sulaiman Khan Karrani        | | Dinastía Karrani (1564-1576)                   |
| 1572      | Bayazid Khan Karrani         | | Dinastía Karrani (1564-1576)                   |
| 1572-1576 | Daud Khan Karrani            | | Dinastía Karrani (1564-1576)                   |